# گمینا شدوووو (استان لهستان بزرگ‌تر)
گمینا شدوووو (استان لهستان بزرگ‌تر) (به لهستانی:  Gmina Szydłowo) یک گمینا در لهستان است که در شهرستان پیوا واقع شده‌است. گمینا شدوووو ۲۶۷٫۵۳ کیلومتر مربع مساحت و ۷٬۵۹۴ نفر جمعیت دارد.